# 마림
마림(馬林, ?-1619)는 명(明) 북직례(北直隸) 울주(蔚州) 출신으로, 명장 마방(馬芳)의 차남이다.
마림은 문학을 좋아하고 시에 능하였으며 서에도 능하여 많은 명사와 교유하였으니 당대의 칭찬이 자자하였다(雅好文學, 能詩, 工書, 交遊多名士, 時譽籍甚)고 전한다. 부친의 직책으로 인한 음서로 대동참장(大同參將)이 되었다. 후에 만력(萬曆) 20년(1592) 순의왕(順義王) 사력극(撦力克)이 사(史)와 차(車) 두 부장(部長)을 체포하여 바치자, 마림은 이들을 공격하여 제압하였고, 다시 부총병(副總兵)으로 승진하였다. 만력 27년(1599) 서도독첨사(署都督僉事)에 기용되어 요동총병관(遼東總兵官)이 되었다. 진변무십책(陳邊務十策)을 상주하면서 문관의 적폐를 지적하였기에 결국 실행되지 못하였다. 후에 광세사(礦稅使) 고회(高淮)가 횡포를 부려 마림은 항의하였으나, 고회에게 탄핵되어 삭탈당하였다. 급사중(給事中) 후선춘(侯先春)이 구제해 주었으나 결국 연장(煙瘴) 지역으로 충군(充軍)되는 벌을 받았고, 한창 뒤에서야 사면되었다.
사르후 전투(薩爾滸之戰) 중에 마림은 북로(北路)의 지휘관으로 기용되었다. 북로개원군(北路開原軍)을 이끌고 삼차구(三岔口)로 출진하였다. 3월 초1일, 사르후 동북쪽 상간애(尙間崖)에 이르러서야 두송(杜松)이 패배하였다는 소식을 듣고는 전진하지 않았고, 세 부대로 나눠 주둔한 후 참호 3층을 파서 화기부대를 참호 밖에 배치하였고 기병은 후방에 두었으며, 부장(部將) 반종안(潘宗顏)과 공념수(龔念遂)를 대영(大營) 수 리 밖에 주둔시켜 의각지세를 이뤘으며, 품(品)자 형태의 진을 짰다. 대버일러(大貝勒) 다이샨(Daišan, 代善)이 팔기(八旗) 주력부대를 이끌고 북상하여 상간애를 공격하였고, 누르하치(Nurhaci, 努爾哈赤)는 친히 정예병 3천명을 이끌고 공념수 진영의 가장 약한 부분을 공격하였다. 3월 초3일, 공념수 진영은 격파되었고 공념수와 이희필(李希泌)은 전사하였다. 정오가 되자 누르하치는 상간애로 직접 가서는 '먼저 산 정상에 주둔하여 아래쪽으로 공격하라(先據山巔, 向下衝擊)'고 지시하였다. 마림은 일시에 당황하여 즉시 참호 내의 정예병에게 참호 밖으로 나와 구원할 것을 지시하였다. 누르하치는 마림 군영 내와 참호 밖 병사가 합류하는 것을 보고 '산 정상 공략을 중ㅈ하고 말에서 내려 걸어가 응전하라(停止攻取山上, 下馬徒步應戰)고 지시하였다. 대버일러(大貝勒) 다이샨, 이버일러(二貝勒) 아민(Amin, 阿敏), 삼버일러(三貝勒) 망굴타이(Manggūltai, 莽古爾泰)는 각각 군대를 이끌고 전후에서 협공하여 마림 군대를 대패시켰고 상간애를 쟁탈하였다. 당시 명군은 급히 조총과 대포를 발사했지만, '화포가 닿기 전에 칼날이 이미 목에 닿았다(火未及用, 刃已加頸)'고 한다. 이어서 병력을 이끌고 한편으로는 강공을 가하여 삼면에서 비분산(飛芬山)을 포위하자 반종안은 '분연히 소리치며 돌격하였으니 대담함이 자못 날카로웠다(奮呼衝擊, 膽氣彌厲)'고 한다. 후금군이 맹렬히 공격하자 명군은 중과부적이었고 반종안은 전사하였다. 반종안이 전사할 때에 '뼈가 으스러지고 사지가 찢어져 차마 눈뜨고 보지 못할 정도로 참혹(骨糜肢爛, 慘不忍睹)'할 정도였다고 한다. 이에 명 북로군은 섬멸되었다. 마림의 두 아들 마연(馬燃)과 마습(馬熠)도 모두 전사하였다. 당시 상황에 대하려 '시체는 산곡에 가득하고 핏물은 상간애 아래로 흘러 물이 붉게 물들었다(死者彌山谷, 血流尙間崖下, 水爲之赤)'고 전한다. 당시 '적군이 다다르자, 마림은 매우 두려워 부하의 부대를 이끌고 적군의 선봉을 피해 도망갔다(敵至, 林甚恐, 遂提部下兵, 避其鋒以去)'고 한다. 마림은 간신히 몇 기만 이끌고 개원(開原)으로 도주했다. 명군을 지원하러 온 여허(Yehe, 葉赫) 버일러 긴타이지(金台吉)와 부양구(布揚古)는 '명군의 패전을 듣고 크게 놀라 달아났다(聞明軍敗, 大驚而遁)'고 한다. 후에 마림은 개원을 지키다 성안에서 전사하였다.

## 평가
『명사(明史)』 「마림전(馬林傳)」, '마림은 비록 변진에서 경력을 쌓았지만 적을 압도한 적이 없으며 대장의 재능이 없다. 임무에는 허명으로 임하였기에 패하였다.(林雖更歷邊鎭, 然未經强敵, 無大將才. 當事以虛名用之, 故敗.)' '마방은 삼대에 걸쳐 장수가 되었으나 부자 형제가 차례로 순국하였으니 대단하구나!(馬芳三代爲將, 父子兄弟先後殉國, 偉矣哉)'